# Mitrasacmopsis
Mitrasacmopsis  es un género monotípica de plantas con flores de la familia de las rubiáceas. Incluye una sola especie: Mitrasacmopsis quadrivalvis Jovet (1935). Es nativa de África tropical y Madagascar.

## Descripción
Es una planta herbácea que alcanza un tamaño de 8-40 cm de altura, con los tallos cuadrados, glabros a escasamente peludos. Las láminas foliares de 0.8-3.2 cm de largo, 0,1-1,1 cm de ancho, agudas o subagudas,  el ápice mucronado, cuneadas en la base, glabras por debajo o en el nervio central y los márgenes ciliados; pecíolo obsoleto o muy corto. Corola de color blanco, rosa pálido el tubo de color malva, de 0.6-1 mm. El fruto es una cápsula de 2 mm de 1 mm de largo y ancho. Semillas de color marrón, ± 20 por cápsula, ± 0,3 mm de largo.

## Distribución
Se encuentran en Tanzania, Angola, Burundi, República Democrática del Congo, Madagascar y Zambia.

## Taxonomía
Mitrasacmopsis quadrivalvis fue descrita por Jovet y publicado en Archives du Muséum d'Histoire Naturelle 12: 590, en el año 1935.
Sinonimia
- Diotocranus lebrunii Bremek.
- Diotocranus lebrunii var. sparsipilus Bremek.[5]